# 해변의 카프카
《해변의 카프카》(海辺のカフカ)는 일본의 소설가 무라카미 하루키가 2002년에 발표한 장편소설이다. 한국어 번역판은 2003년에 출판되었다.

## 줄거리
가출을 결심한 소년 카프카는 집을 나와 시코쿠의 한 도시로 이동하던 중 버스에서 사쿠라라는 여자를 만나 연락처 받고 헤어진다. 호텔에 투숙하며 사설 도서관에 다니고 운동을 하던 중 어느날 갑자기 의식을 잃었다가 눈을 뜨니 피가 묻어 있다. 사쿠라에게 연락하여 하룻밤 신세를 진다. 밤중에 카프카가 잠을 못 이루자 사쿠라는 카프카의 성기를 손으로 만져 사정시켜준다. 다음 날부터 도서관 사서 오시마 씨의 별장에서 사흘을 묵고 도서관에서 지내기로 한다.
한편 여선생은 전쟁 중 아이들이 산속에서 의식을 잃고 갑자기 쓰러졌다고 보고한다. 의사와 군이 진상을 조사하였으나, 나중에 여선생은 전장에 간 남편과 꿈 속에서 격한 성관계를 갖었고 깨어나서도 자위를 하는 등 평정심을 잃은 상태에서 아이들을 인솔하고 산속으로 간 상태였고 거기서 갑자기 생리를 하게 되었는데 생리혈이 묻은, 자신이 몰래 버린 손수건을 꼬마 나카타가 주워 오자 아이를 모질게 때렸는데, 그 때 갑자기 일어난 일임을 편지로 30여년 후 의사에게 고백한다. 나머지 아이들은 모두 의식이 돌아왔지만 도쿄에서 전학온 나카타만 의식이 돌아오지 않았고 이후 바보가 된다.
노년의 나카타는 지원금을 받으며 살아가는데, 고양이와 대화를 나눌 수 있으며, 잃어버린 고양이를 찾아주기도 한다. 고양이 고마짱의 행방을 찾던 중 큰 개의 안내를 받아 조니워커의 집에 가게 되고 조니워커는 자신의 고양이 살해 취미를 이야기 하고 그것을 나카타 앞에서 실행하면서 자신을 죽여 달라고 부탁한다. 고마짱과 미미를 죽이기 전에 나카타상이 조니워커를 살해, 고마짱을 찾아다 준 후 자수했으나 순경은 믿지 않는다. 나카타는 순경에게 정어리 비가 올 것이라고 예언하고 그 예언은 이루어진다.
나카타에게 살해 된 사람은 다무라 카프카군의 아버지로 밝혀진다. 이 때문에 주인공은 수사 대상이 되고 도서관에 숨어지내기로 한다. 도서관 형은 사실 지정성별 여성이였던 트랜스남성 게이이다. 그리고 도서관 상사인 사에키 상은 젊어서 해변의 카프카라는 노래를 대히트시켰던 전력이 있었으나, 오래된 연인이 푸락치로 몰려 대학생들의 구타를 받아 억울하게 살해당하는일을 겪고 큰 충격을 받아 고향을 떠났던 가슴아픈 과거가 있었다. 주인공은 사에키상의 이야기가 자신의 부모 이야기와 일치하는 부분이 많다고 느끼며 어머니일지도 모른다는 생각을 품게된다. 사실 주인공의 아버지는 주인공이 어머니와 누나를 범하고 아버지를 살해할 것이라는 예언을 했었다. 한편 밤마다 15세 사에키상의 생령을 보던 주인공은 어느날 드디어 현실의 비몽사몽 상태인 사에키상과 격한 성관계를 갖게 된다.
나카타는 그 일 이후 고향을 떠나 주인공이 있는 다카마쓰시로 오게 되고 그 도중에 호시노 청년을 만나 도움을 받게 된다. 다카마쓰에서 나카타는 입구의 돌을 찾아야 한다고 말한다. 호시노 청년은 커낼 샌더스의 도움으로 신사에 있던 입구의 돌을 가져오고 천둥 번개가 치던 날 입구의 돌을 들어올려 입구를 열게 된다. 하지만 경찰에 의해 용의자로 지목되자 두 사람은 샌더스가 제공한 은신처로 이동한다. 그리고 나카타는 결국 고무라 도서관을 찾아가서 사에키상을 만나게 된다. 거기서 두 사람은 이야기를 나누고 사에키상의 부탁으로 그녀가 쓴 자서전을 나카타상이 소각하고, 이후 사에키상은 사망한다.
경찰의 수사망이 좁혀오자 카프카군은 다시 별장에 은신하기로 한다. 그곳의 근처 숲에 깊숙이 들어갔다가 제2차 대전 중 실종되었던 보초병들을 만나 다른 세상으로 가게 되고 거기서 동갑의 사에키상과 현재의 사에키상을 만난다. 정착하려고 했지만 현재의 사에키상의 권유로 그곳을 떠나 현실로 돌아온다.
일을 끝낸 나카타상은 숙면에 빠져들었다가 다시 눈을 뜨지 못하고 사망한다. 호시노는 고양이와 이야기를 나눌 수 있게 되고 고양이가 알려준 대로 입구의 돌을 닫고 나카타에게서 빠져나오던 괴생명체를 살해하고 나카타를 떠난다.
카프카군은 오시마상의 형의 차를 타고 도서관으로 복귀하고, 거기서 사에키상의 사망 소식을 듣고 그녀의 유품인 해변의 카프카 그림을 받아들고 도쿄로 떠난다.

## 한국어 번역본
- 《해변의 카프카 상, 하》, 김춘미 역, 문학사상사